# 福岡県道75号若宮玄海線
福岡県道75号若宮玄海線（ふくおかけんどう75ごう わかみやげんかいせん）は、福岡県宮若市から宗像市に至る県道（主要地方道）である。

## 概要
宮若市山口から宗像市田野に至る。宗像市赤間の赤間構口交差点から赤間上町交差点までの区間（福岡県道503号町川原赤間線との重複区間）は大型車の通行が制限されている狭隘な区間であるが、それ以外の区間は片側1車線で整備されている。

### 路線データ
- 起点：福岡県宮若市山口（山口交差点、福岡県道30号飯塚福間線交点）
- 終点：福岡県宗像市田野（瀬戸交差点、国道495号交点、福岡県道502号玄海田島福間線上）

## 歴史
- 1993年（平成5年）5月11日 - 建設省から、県道若宮玄海線が若宮玄海線として主要地方道に指定される[1]。

## 路線状況

### 重複区間
- 福岡県道503号町川原赤間線（宗像市赤間3丁目・赤間構口交差点 - 宗像市赤間5丁目・赤間上町交差点）
- 福岡県道29号直方宗像線（宗像市赤間5丁目・赤間上町交差点 - 宗像市陵厳寺1丁目・赤間西交差点）
- 福岡県道502号玄海田島福間線（宗像市田野・高向交差点 - 宗像市田野・瀬戸交差点（終点））

### 道路施設

#### 橋梁
- 谷川橋（片山川、宮若市）
- 片山橋（片山川、宮若市）
- 多嘉橋（名残川、宗像市）
- 釣川橋（釣川、宗像市）
- 山田橋（山田川、宗像市）
- 横山橋（横山川、宗像市）
- 池田橋（樽見川、宗像市）
- 諸見川橋（宗像市）

## 地理

### 通過する自治体
- 宮若市
- 宗像市

### 交差する道路
| 交差する道路                                                               | 市町村名 | 交差する場所 | 交差する場所      |
| -------------------------------------------------------------------------- | -------- | ------------ | ----------------- |
| 福岡県道30号飯塚福間線                                                     | 宮若市   | 山口         | 山口交差点 / 起点 |
| 福岡県道401号宗像若宮線                                                    | 宗像市   | 朝町         |                   |
| 国道3号 / 宗像バイパス                                                     | 宗像市   | 徳重         | 徳重交差点        |
| 福岡県道503号町川原赤間線 重複区間起点                                     | 宗像市   | 赤間3丁目    | 赤間構口交差点    |
| 福岡県道29号直方宗像線 重複区間起点 福岡県道503号町川原赤間線 重複区間終点 | 宗像市   | 赤間5丁目    | 赤間上町交差点    |
| 福岡県道29号直方宗像線 重複区間終点 福岡県道69号宗像玄海線                 | 宗像市   | 陵厳寺1丁目  | 赤間西交差点      |
| 福岡県道291号野間須恵線                                                    | 宗像市   | 山田         | 山田交差点        |
| 福岡県道97号福間宗像玄海線                                                 | 宗像市   | 池田         | 大王寺交差点      |
| 福岡県道502号玄海田島福間線 重複区間起点                                   | 宗像市   | 田野         | 高向交差点        |
| 国道495号 福岡県道502号玄海田島福間線 重複区間終点                         | 宗像市   | 田野         | 瀬戸交差点 / 終点 |

### 交差する鉄道
- 鹿児島本線

### 沿線
- 鶴ヶ谷溜池
- 宗像市立城山中学校
- 西鉄バス宗像・本社
- JR九州鹿児島本線 教育大前駅
- 福岡教育大学・福岡教育大学附属幼稚園
- 池野郵便局